# Detk
Detk là một thị trấn thuộc hạt Heves, Hungary. Thị trấn này có diện tích 28,08 km², dân số năm 2010 là 1185 người, mật độ 42 người/km².